# Plasă de țânțari

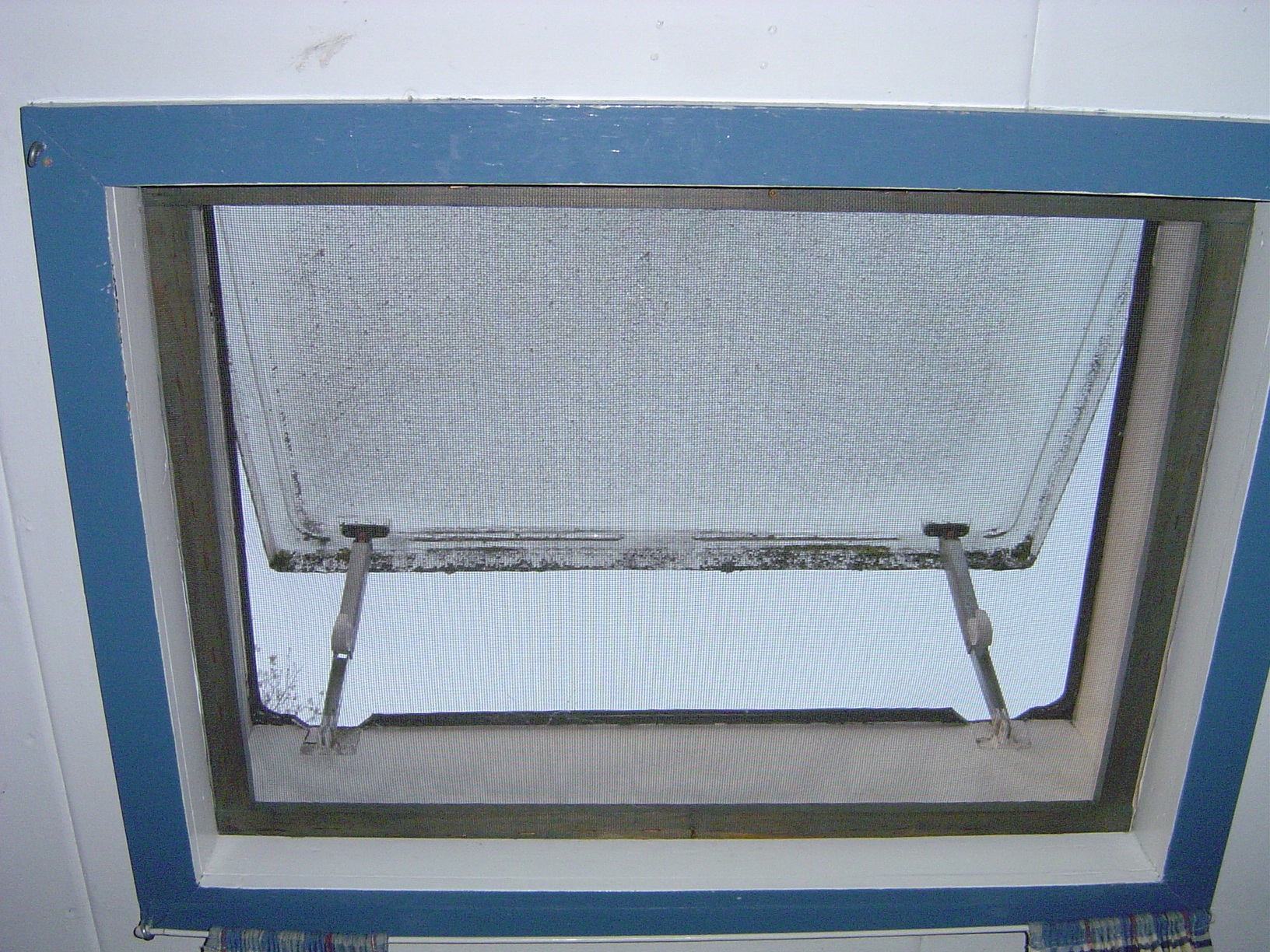
Fereastră cu plasă de țânțari

O plasă de țânțari este un tip de plasă texturată care se poate monta pe uși, geamuri, sau poate fi întinsă deasupra unui pat, pentru a oferi protecție utilizatorului împotriva mușcăturilor și înțepăturilor de insecte, în special țânțari, muște și alți dăunători, protejând astfel împotriva bolilor pe care le poartă. Printre bolile pe care le pot răspândi se numără malaria, febra denga, febră galbenă, virusul Zika, boala Chagas și mai multe forme de encefalită, inclusiv virusul West Nile.
Pentru a fi eficientă, plasa de țânțari trebuie să fie destul de deasă pentru a nu permite intrarea insectelor în încăpere, fără a obtura vizibilitatea sau a reduce fluxul de oxigen care intră în încăpere, la niveluri inacceptabile. O plasă de țânțari poate fi și mai eficientă, dacă este tratată cu insecticid sau alte substanțe care îndepărtează insectele. Cercetările au arătat că plasele de țânțari sunt o metodă excelentă de a preveni malaria, reușind să prevină aproximativ 663 de milioane de cazuri de malarie în perioada 2000-2015.
Printre tipurile de plase se numără plasele de țânțari pe balamale, tip rulou, tip plisse, cu revenire, glisante, slim, fixe cu colțari, etc.